# Siegfried von Lüttichau

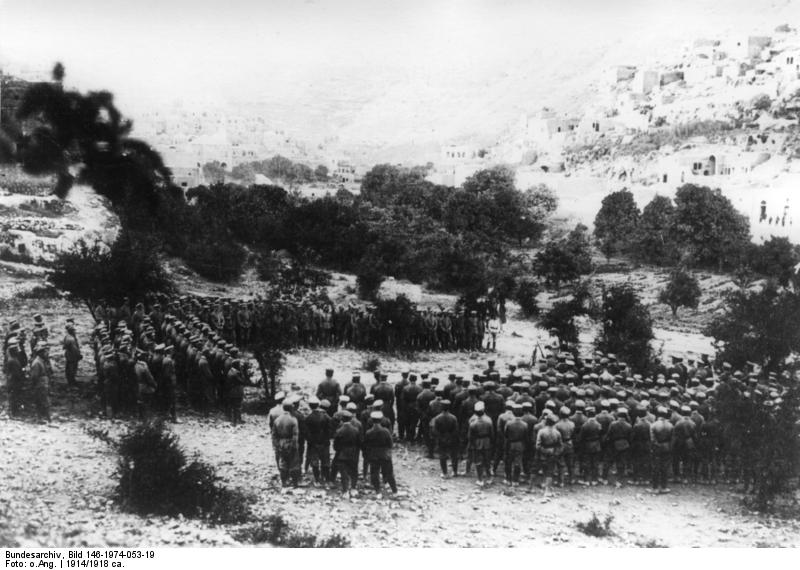
Feldgottesdienst Lüttichaus mit Soldaten des Asien-Korps in as-Salt, 1914

Siegfried Fürchtegott August Wilhelm Oldwig Maximilian Graf von Lüttichau (* 10. Juni 1877 in Matzdorf, Landkreis Löwenberg in Schlesien; † 10. Dezember 1965 in Düsseldorf-Kaiserswerth) war ein evangelisch-lutherischer Pfarrer und Verbandsvorsitzender.

## Familie
Siegfried Graf von Lüttichau war der Sohn von Maximilian Graf von Lüttichau (1838–1899) und dessen Ehefrau Klaudine Freiin von Schmysing gen. von Korff (1851–1936).
Er heiratete am 30. August 1911 in Groß-Krausche Barbara Prinzessin Reuß zu Köstritz (1887–1954). Das Paar hatte folgende Kinder:
- Christian Otto (1912–1941, gefallen)
- Angelika (1914–1999)

⚭ 1938 Alexander Baron Tuyll van Serooskerken (1912–1942, gefallen)
⚭ 1954 Willem Crommelin (1910–1999)
- Wilhelm (1916–1943, vermisst)
- Maximilian (1917–1945, gefallen)
- Marianne (1920–1946)
- Cecilie (* 1922)
- Eleonore (* 1925) ⚭ 1948 Walter O' Daniel (1917–2005)

## Leben
Siegfried von Lüttichau wuchs in Niesky auf und wurde kirchlich zunächst durch die dortige Brüdergemeinde geprägt, zu der seine Familie gehörte. Er studierte dann Theologie in Halle, Greifswald und Tübingen. Sein wichtigster Lehrer im Studium wurde Adolf Schlatter. 1905 wurde er ordiniert und Domhilfsprediger in Berlin. Danach war er von 1907 bis 1918 Pfarrer und Botschaftsprediger in Konstantinopel. Während des Ersten Weltkriegs war er Militärseelsorger und betreute u. a. die Mannschaft der Goeben und die in der Schlacht von Gallipoli kämpfenden deutschen Verbände. Anschließend war er Pastor in Brückenberg (Schlesien) und dann an der Dreifaltigkeitskirche in Berlin. Von 1925 bis 1949 war Graf von Lüttichau Pfarrer und Vorsteher der Diakonissenanstalt Kaiserswerth. Von 1932 bis 1952 war er zudem Vorsitzender des Kaiserswerther Verbandes und Präsident der Kaiserswerther Generalkonferenz. Als Vorsteher des Verbands während des Nationalsozialismus versuchte von Lüttichau einen ausgleichenden Kurs zu fahren. Formal strukturierte er den Verband nach dem Führerprinzip, stellte aber den einzelnen Mutterhäusern frei, der Bekennenden Kirche beizutreten. Kaiserswerth blieb neutral, obwohl sich von Lüttichau privat mit der Bekennenden Kirche solidarisierte. Bei diesem vorsichtigen Kurs war er sich weitestgehend mit Fritz von Bodelschwingh und Siegfried Knak in der Arbeitsgemeinschaft der diakonischen und missionarischen Werke und Verbände einig.
Theologisch gehörte von Lüttichau zur Hochkirchlichen Bewegung und lehnte die Frauenordination ab.
Zum 1. Mai 1933 trat von Lüttichau der NSDAP bei (Mitgliedsnummer 3.479.044), verließ die Partei aber 1939 wieder.

## Werke
- Die Türkei und wir Deutsche. Vorträge und Reden über die deutsche Arbeit im Orient. in: Jahreshefte der deutschen Evangelischen Gemeinde zu Konstantinopel. Festschrift zum 75jährigen Jubiläum der Gemeinde. Jahrgang 1916–1917 und 1917–1918. Berlin o. J. [1919?], Seite 10–75.
- Frohbotschaft: Die Seligpreisungen. Eine Auslegung von Matth. 5, 1-12 in Predigten. Berlin ²1920.
- als Hrsg. mit Karl Bernhard Ritter: Der deutsche Dom. Berlin 1923ff.[6]
- Wiederaufbau am Goldenen Horn (= Die evangelische Diaspora: Beihefte; Nr. 8). Leipzig ²1925.
- Tagebuchblätter aus dem Ersten Weltkrieg, in: Harald Graf v. Lüttichau (Hrsg.): Beiträge zur Familiengeschichte der Herren, Freiherren und Grafen v. Lüttichau, Band 3.1, Kirchheim/Teck 1993.
- Briefe und Schriften, in: Harald Graf v. Lüttichau (Hrsg.): Beiträge zur Familiengeschichte der Herren, Freiherren und Grafen v. Lüttichau, Band 3.2, Kirchheim/Teck 1995.